# کوه اکیشی
کوه اکیشی (به لاتین: Mount Akaishi) یک کوه در ژاپن است که در استان شیزوئوکا واقع شده‌است. کوه اکیشی ۳٬۱۲۰ متر بالاتر از سطح دریا واقع شده‌است.